# Episodi di The Middleman
La prima e unica stagione della serie televisiva The Middleman è stata trasmessa negli Stati Uniti dal 16 giugno al 1º settembre 2008 su ABC Family.
In Italia la stagione è andata in onda su Fox dal 23 giugno all'8 settembre 2009.
| nº | Titolo originale                          | Titolo italiano                                 | Prima TV USA      | Prima TV Italia   |
| -- | ----------------------------------------- | ----------------------------------------------- | ----------------- | ----------------- |
| 1  | The Pilot Episode Sanction                | La sanzione dell'episodio pilota                | 16 giugno 2008    | 23 giugno 2009    |
| 2  | The Accidental Occidental Conception      | L'accidentale concezione occidentale            | 23 giugno 2008    | 30 giugno 2009    |
| 3  | The Sino-Mexican Revelation               | La rivoluzione sino-messicana                   | 30 giugno 2008    | 7 luglio 2009     |
| 4  | The Manicoid Teleportation Conundrum      | L'enigma dei manicoidi teletrasportati          | 7 luglio 2008     | 14 luglio 2009    |
| 5  | The Flying Fish Zombification             | La zombificazione del pesce volante             | 14 luglio 2008    | 21 luglio 2009    |
| 6  | The Boyband Superfan Interrogation        | L'interrogatorio della super fan della boy band | 21 luglio 2008    | 28 luglio 2009    |
| 7  | The Cursed Tuba Contingency               | La contingenza della tuba maledetta             | 28 luglio 2008    | 4 agosto 2009     |
| 8  | The Ectoplasmic Panhellenic Investigation | L'indagine panellenico-ectoplasmica             | 4 agosto 2008     | 11 agosto 2009    |
| 9  | The Obsolescent Cryogenic Meltdown        | L'obsoleta fusione criogenica                   | 11 agosto 2008    | 18 agosto 2009    |
| 10 | The Vampiric Puppet Lamentation           | Il risveglio del pupazzo vampirico              | 18 agosto 2008    | 25 agosto 2009    |
| 11 | The Clotharian Contamination Protocol     | Il protocollo clotariano di contaminazione      | 25 agosto 2008    | 1º settembre 2009 |
| 12 | The Palindrome Reversal Palindrome        | Il palindromo dell'inversione palindromica      | 1º settembre 2008 | 8 settembre 2009  |